# Atletica leggera ai Giochi della XIV Olimpiade - Staffetta 4×400 metri

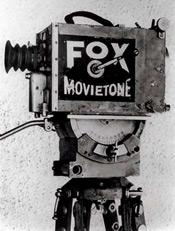
Video della gara

La competizione della staffetta 4×400 metri maschile di atletica leggera ai Giochi della XIV Olimpiade si è disputata nei giorni 6 e 7 agosto 1948 allo Stadio di Wembley a Londra.

## L'eccellenza mondiale
| Record mondiale e olimpico: 1932 | 3'08”2 | Stati Uniti   | Presenti |
| Record europeo: 1936             | 3'09”0 | Gran Bretagna | Presente |

## Risultati

### Batterie
Si sono disputate il 6 di agosto. Le prime due di ogni serie in finale.
| Pos. | Nazione       | Atleti                                                       | Tempo  |
| ---- | ------------- | ------------------------------------------------------------ | ------ |
| 1    | Stati Uniti   | Arthur Harnden Clifford Bourland Roy Cochran Mal Whitfield   | 3'12"6 |
| 2    | Italia        | Giovanni Rocca Ottavio Missoni Luigi Paterlini Antonio Siddi | 3'14"0 |
| 3    | Gran Bretagna | Leslie Lewis Derek Pugh Martin Pike Bill Roberts             | 3'14"2 |
| 4    | Svizzera      | Oskar Hardmeier Walter Keller Max Trepp Karl Volkmer         | 3'23"0 |
| -    | Irlanda       | Charles Denroche Reginald Myles Paul Dolan James Reardon     | Squal. |

| Pos. | Nazione  | Atleti                                                                 | Tempo  |
| ---- | -------- | ---------------------------------------------------------------------- | ------ |
| 1    | Giamaica | George Rhoden Leslie Laing Arthur Wint Herbert McKenley                | 3'14"0 |
| 2    | Francia  | Jean Kérébel François Schewetta Robert Chef d'Hôtel Jacques Lunis      | 3'17"0 |
| 3    | Canada   | Ernest McCullough William LaRochelle Donald McFarlane Robert McFarlane | 3'19"0 |
| 4    | Cile     | Carlos Silva Jaime Itlmann Sergio Guzmán Gustavo Ehlers                | 3'23"8 |
| 5    | Turchia  | Seydi Dinçtürk Rıza Maksut İşman Doğan Acarbay Kemal Horulu            | 3'35"0 |

| Pos. | Nazione    | Atleti                                                                         | Tempo  |
| ---- | ---------- | ------------------------------------------------------------------------------ | ------ |
| 1    | Finlandia  | Tauno Suvanto Olavi Talja Runar Holmberg Alf Bertel Storskrubb                 | 3"20"6 |
| 2    | Svezia     | Kurt Lundquist Lars-Erik Wolfbrandt Folke Alnevik Carl Rune Larsson            | 3'21"0 |
| 3    | Argentina  | Antonio Pocoví Hermenegildo Alberti Guillermo Evans Guillermo Avalos           | 3'21"2 |
| 4    | Jugoslavia | Jerko Bulić Marko Račič Aleksandar Ćosić Zvonko Sabolović                      | 3'25"4 |
| 5    | Grecia     | Vasilios Mavroidis Lazaros Petropoulakis Stefanos Petrakis Stylianos Stratakos | 3'33"0 |

### Finale
Si è disputata il giorno 7 agosto.
Gli Stati Uniti accumulano nelle prime due frazioni un vantaggio di 10 metri sulla Giamaica. Arthur Wint, il terzo frazionista dei caraibici, si produce in una rimonta sfruttando le sue altissime leve, ma si strappa e deve ritirarsi. Gli Stati Uniti vincono con oltre 4 secondi sulla Francia.

Anche l'Italia (staffetta composta da Giovanni Rocca, il futuro stilista Ottavio Missoni, Luigi Paterlini, Antonio Siddi) è costretta al ritiro.
| Pos.    | Nazione     | Atleti                                                              | Tempo  |
| ------- | ----------- | ------------------------------------------------------------------- | ------ |
| Oro     | Stati Uniti | Arthur Harnden Clifford Bourland Roy Cochran Mal Whitfield          | 3"10"4 |
| Argento | Francia     | Jean Kérébel François Schewetta Robert Chef d'Hôtel Jacques Lunis   | 3'14"8 |
| Bronzo  | Svezia      | Kurt Lundquist Lars-Erik Wolfbrandt Folke Alnevik Carl Rune Larsson | 3'16"0 |
| 4       | Finlandia   | Tauno Suvanto Olavi Talja Runar Holmberg Alf Bertel Storskrubb      | 3'24"8 |
| -       | Giamaica    | George Rhoden Leslie Laing Arthur Wint Herbert McKenley             | Rit.   |
| -       | Italia      | Giovanni Rocca Ottavio Missoni Luigi Paterlini Antonio Siddi        | Rit.   |

Il terzo frazionista USA, Roy Cochran, è il fratello minore di Commodore, olimpionico sulla stessa distanza a Parigi 1924.